# Level Up! Games
Level Up! Games, também conhecida como LUG é uma distribuidora de jogos on-line, com foco em entretenimento digital, fundada em 2002 nas Filipinas.

## História
A Level Up Games foi fundada nas Filipinas em 2002 com o jogo Oz World, no ano seguinte lançou no país Ragnarok Online, em 2004 lançou ROSE Online e RF Online, em 2004 começou a operar no Brasil em parceria com a Tectoy. Em 2006 foi comprada pela Philippine Long Distance Telephone Company (PLDT), no mesmo ano começou a operar na Índia em parceria com a Indiatimes. Em 2012 se uniu com a E-Games das Filipinas, no mesmo ano expandiu para outros países da américa latina a partir da Colômbia.

### No Brasil
Após iniciar e consolidar suas atividades no exterior, a empresa formou uma parceria com a Tectoy e, assim, chegou ao Brasil em setembro de 2004. Com quase onze anos e pioneira no mercado, A Level Up! Games Brasil (por vezes abreviada como LUG!) possui cerca de 150 colaboradores e, mensalmente, mais de 1,6 milhão de usuários ativos.
Em fevereiro de 2005, a LUG! entrou oficialmente no mercado brasileiro, lançando seu primeiro MMORPG no país: a franquia Ragnarök Online, traduzido para o português, inicialmente, cobrando para jogar, depois criou um servidor gratuito.
Em agosto de 2006, a empresa trouxe seu segundo jogo: Grand Chase (Descontinuado em 2015), jogo do gênero de ação, gratuito e traduzido em português. No mesmo mês, a empresa liberou o acesso dos brasileiros aos servidores internacionais de três jogos: City of Villains, City of Heroes e Lineage II. Em setembro, a franquia Guild Wars também teve seus servidores abertos ao público brasileiro. No final de 2006 foi lançado The Duel (descontinuado em 2011).
Em 2007, os seguintes jogos foram lançados: Rising Force Online (descontinuado em 2011), Silkroad, Dungeon Runners, Trickster Online (descontinuado em 2013), Tabula Rasa, 9Dragons, Bots!! e Dance! Online. Em 2008 foram lançados: Dofus (descontinuado em 2012), seguido de Perfect World. Ainda neste ano, a lista da empresa cresceu com Maplestory (descontinuado em novembro de 2011) e Lunia Z (descontinuado em 2012). E com Pangya, RuneScape, Aion e Warrior Epic, em 2009.
Em 2010, depois de trazer Dark Éden e Deco Online, a empresa ampliou sua parceria com a desenvolvedora coreana NEXON e trouxe para o Brasil o jogo de tiro em primeira pessoa Combat Arms.
No mesmo ano, também foi lançada a Level Up! Store, uma loja com produtos relacionados aos jogos distribuídos pela LUG!, que encerraria suas atividades em junho de 2011. Ainda no final do ano, a empresa inovou ainda mais o mercado lançando o título Allods.
No ano seguinte, a empresa trouxe mais um FPS para o Brasil. Desenvolvido pela empresa sul-coreana GameHi, Sudden Attack.
No Level Up! Live 2012, que ocorreu em março, foi anunciado o primeiro jogo social da empresa: Turma do Chico Bento, desenvolvido para a rede social Facebook. Além disso, foram lançados também os títulos Forsaken e Eligium (descontinuado em 2014). Além de M.A.R.S.(descontinuado em 2014), o primeiro jogo de tiro em terceira pessoa da empresa.
Em 2013, a empresa reforça sua parceria com a coreana KOG! Studios e lança o jogo Elsword.

#### Jogos descontinuados no Brasil
Em 5 de setembro de 2011 o jogo The Duel foi encerrado pela empresa, logo depois, em 22 de novembro do mesmo ano o Maple Story também foi descontinuado seguido de RF Online em 24 de novembro de 2011, o MARS veio na sequência em 2014, agora o Allods Online foi encerrado, em 2015 Grand Chase foi encerrado pela empresa seguido por Hex que foi descontinuado no ano de 2016.

## Jogos distribuídos pela compania
- Crazy Kart 2: Race Battle Online[10]